# Nominingue
Nominingue är en kommun i provinsen Québec i Kanada. Den ligger i regionen Laurentides, i den sydöstra delen av landet, 120 km norr om huvudstaden Ottawa.